# Taiwan Power Company FC
El Taiwan Power Company Football Club (en chino tradicional, 台灣電力公司足球隊), conocido como Taipower (en chino tradicional, 台電), es un club de fútbol taiwanés con sede en Kaohsiung. El club fue fundado en 1979 y está afiliado a la Taiwan Power Company, la empresa de energía eléctrica del país. Apodado Nan-ba-tien (en chino tradicional, 南霸天, el cual significa Jefe Supremo del Sur), el Taipower es el club de fútbol más exitoso en Taiwán, después de haber ganado 14 títulos de liga, en particular, en 10 temporadas consecutivas desde 1994 hasta 2004. Con las salidas de Flying Camel y el Taipei City Bank FC a finales de los años 1990, el Taipower y Tatung FC han sido los únicos dos clubes de fútbol en el resto de la competencia del torneo de más alto nivel de Taiwán, Enterprise Football League. En el año 2011 ha ganado el título más relevante de su historia, la Copa Presidente de la AFC, torneo continental que agrupa a los campeones de las ligas de las considerados por la AFC como "emergentes".

## Palmarés
- Enterprise Football League: 15 (Anteriormente National Men's First Division Football League)

1987, 1990, 1992, 1994, 1995, 1996, 1997, 1998, 1999, 2000-01, 2001-02, 2002-03, 2004, 2007, 2008
- - Subcampeón (4): 1988, 1993, 2005, 2006
- Intercity Football League: 4

2008, 2010, 2011, 2012
- Copa CTFA: 3

1997, 2000, 2002
- Copa Presidente de la AFC: 1

2011

## Participación en competiciones de AFC
| Temporada | Torneo                    | Ronda          | Club                 | Resultado |
| --------- | ------------------------- | -------------- | -------------------- | --------- |
| 2005      | Copa Presidente de la AFC | Fase de grupos | Regar-TadAZ          | 0-3       |
| 2005      | Copa Presidente de la AFC | Fase de grupos | Three Star Club      | 1-1       |
| 2005      | Copa Presidente de la AFC | Fase de grupos | Transport United     | 1-0       |
| 2008      | Copa Presidente de la AFC | Fase de grupos | Nagacorp FC          | 2-2       |
| 2008      | Copa Presidente de la AFC | Fase de grupos | Dordoi-Dynamo Naryn  | 0-3       |
| 2009      | Copa Presidente de la AFC | Fase de grupos | Regar-TadAZ          | 1-3       |
| 2009      | Copa Presidente de la AFC | Fase de grupos | WAPDA FC             | 1-3       |
| 2009      | Copa Presidente de la AFC | Fase de grupos | Mahendra Police Club | 3-2       |
| 2011      | Copa Presidente de la AFC | Fase de grupos | Nebitçi Balkanabat   | 1-1       |
| 2011      | Copa Presidente de la AFC | Fase de grupos | WAPDA FC             | 3-0       |
| 2011      | Copa Presidente de la AFC | Fase de grupos | Mahendra Police Club | 1-0       |
| 2011      | Copa Presidente de la AFC | Segunda Ronda  | Nebitçi Balkanabat   | 4-3       |
| 2011      | Copa Presidente de la AFC | Segunda Ronda  | Istiqlol             | 2-0       |
| 2011      | Copa Presidente de la AFC | Final          | Phnom Penh Crown     | 3-2       |
| 2012      | Copa Presidente de la AFC | Fase de grupos | Erchim               | 1-0       |
| 2012      | Copa Presidente de la AFC | Fase de grupos | KRL FC               | 0-0       |
| 2012      | Copa Presidente de la AFC | Segunda Ronda  | Shabab Al-Am'ari     | 1-1       |
| 2012      | Copa Presidente de la AFC | Segunda Ronda  | KRL FC               | 3-1       |
| 2013      | Copa Presidente de la AFC | Fase de grupos | Three Star Club      | 2-2       |
| 2013      | Copa Presidente de la AFC | Fase de grupos | Erchim               | 0-0       |
| 2013      | Copa Presidente de la AFC | Fase de grupos | Abahani Limited      | 0-0       |

## Exjugadores
- Huang Che-ming
- Yang Cheng-hsing